# ヴァランス＝ダルビジョワ
ヴァランス＝ダルビジョワ （Valence-d'Albigeois、オック語:Valença d'Albigés）は、フランス、オクシタニー地域圏、タルヌ県のコミューン。

## 地理

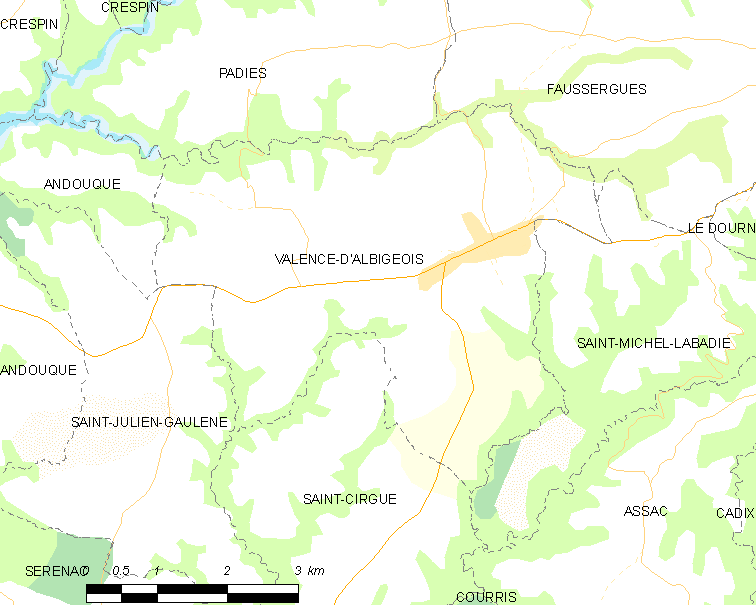
地図

ヴァランス＝ダルビジョワはアルビから27km離れており、アヴェロン県のレキスタへ向かう道の途上、標高470mほどのところにある。この道はかつてアルビからミヨーへ向かう自然の道路だった。実際に、地質学者が言うような、『くぼ地の中の起伏』と呼ばれる台地の中にあり、サン・セルナンと同じように深い峡谷に面していて、重い荷車を引く馬や牛を必要としなかった。

## 歴史
ヴァランスの地にバスティッドを1278年に建設したのは、トゥールーズの奉行ウスタシュ・ド・ボマルシェで、フランス王フィリップ3世の名代としてであった。バスティッドのカンボールという地区には修道院があり、アンビアレの修道院に属していた。アルビジョワという修飾語を付けるようになったのは1892年で、国内に5か所ある他のヴァランスという地名との混同を避けるためだった。地名が与えられたのは、ボマルシェがナバラ遠征から帰還してからである。ボマルシェは1275年から1292年までトゥールーズ奉行で、彼は王国の高級官僚の1人だった。
都市の基盤は、中世の都市計画に関する動きの一般的な枠組みの中において、バスティッド建設として含まれる。多くのバスティッドがもし建設された場所の元の名前を維持し続けているとするなら、地名となったのはバスティッド建設者または元々の地名であった。例えばアルテはロベール・ダルトワの名前から付けられたし、ボーヴェは、ボーヴェ司教であったジャン・ド・マリニーに由来している。またそれとは別に、多くが創設の目新しさを想起させる名前を付けられた。ヴィルヌーヴやカステルノー、フランシーズ、恩恵を賜るヴィルフランシュ、ソヴテールである。また、外国の有名都市から借用した名前が多くある。スペインのバレンシアからヴァランスという名が付けられ、コルドバはコルド＝シュル＝シエルとなり、パンプローナからパンプロンヌとなり、他にグルナード（グレナダ）、カディクス（カディス）、ミランド（ミランダ・デ・エブロ）となった。イタリアの都市からは、ヴィテルブ（ヴィテルボ）、フルーランス（フィレンツェ）、ブローニュ（ボローニャ）、さらには十字軍の記憶をとどめる中東の地ダミエッタにちなみダミアットが生まれた。最後に、王家が創設に関係したことを単純に示すレアルモンやモンレアルがある。
町は、タルヌ川右岸アルビジョワ地方の古くからある司法管区の裁判所所在地で、トゥールーズ奉行が治めた。左岸はカルカソンヌ奉行が治めていた。
略奪や荒廃をもたらしたイングランドとの百年戦争中、ブレティニー条約が結ばれると、国境の町であるヴァランスは領土分割された。ヴィオール川が国境線となった。少し北にあるレキスタはイングランド領となった。

## 人口統計
| 1962年 | 1968年 | 1975年 | 1982年 | 1990年 | 1999年 | 2004年 | 2014年 |
| ------ | ------ | ------ | ------ | ------ | ------ | ------ | ------ |
| 1175   | 1155   | 1042   | 1145   | 1194   | 1142   | 1249   | 1304   |

参照元:1962年から1999年までは複数コミューンに住所登録をする者の重複分を除いたもの。それ以降は当該コミューンの人口統計によるもの。1999年までEHESS/Cassini、2006年以降INSEE。